# Camilo Ponce Ortiz
Camilo Ponce Ortiz (Quito, 1829 - Quito, 2 de julio de 1900) fue un político y terrateniente ecuatoriano.

## Biografía
Nació en Quito, hijo de los terratenientes Nicolás Clemente Ponce Pérez y María Dolores Ortiz y Camacho, dueños de la Hacienda La Herrería.
Ingresó al Colegio San Fernando donde cursó filosofía y matemáticas, hasta obtener, muy joven aún, el título de bachiller. Finalmente ingresó a la facultad de jurisprudencia de la Universidad Central del Ecuador, donde el 25 de diciembre de 1850 se graduó de abogado.
Inició su vida política en el gobierno liberal del presidente Francisco Robles donde ocupó el Ministerio del Interior hasta la guerra civil ecuatoriana de 1859-1860 donde el gobierno liberal colapsó. Gabriel García Moreno, líder de los conservadores lo atrajo a su partido y Ponce ocupó el Ministerio de Hacienda en su primera presidencia (1862-1864).
En 1867, Ponce ocupó la Presidencia de la Cámara de Diputados y en 1868 volvió a ocupar el Ministerio del Interior durante el gobierno del presidente Javier Espinosa y Espinosa. En el cargo exigió al presidente que se tomaran medidas en contra de quienes trataban de desestabilizar al gobierno, pero al no ser escuchado prefirió renunciar. Finalmente el 16 de enero de 1869, Espinosa fue derrocado.
En 1877, junto a Rafael Carvajal lideró un movimiento revolucionario que debía estallar el 4 de mayo en contra del gobierno del dictador Ignacio de Veintemilla, pero dicho movimiento fracasó. Juzgado por un consejo de guerra fue temporalmente desterrado.
En 1880, Ignacio de Veintemilla ordenó la confiscación de la Hacienda La Herrería y la convirtió en cuartel. Tras la caída de Veintemilla en la Guerra de la Restauración, la propiedad regresó a manos de la familia Ponce.
En 1887, ocupó a la Presidencia del Senado y el partido conservador lo postulo para las elecciones presidenciales de 1888 donde resultó vencedor Antonio Flores Jijón. Derrotado, Ponce fue el líder de la oposición durante el gobierno de Flores.
En 1892, Ponce como líder de los conservadores se postuló para las elecciones presidenciales de 1892, donde el candidato oficialista Luis Cordero Crespo resultó vencedor.
Al estallar el escándalo de la Venta de la Bandera, el 2 de febrero de 1895, Camilo Ponce hizo circular una hoja volante exigiendo la renuncia del presidente Luis Cordero. El ejecutivo lo confinó a Riobamba con Camilo Daste, Ramón Aguirre y otros dirigentes conservadores por tres semanas, regresando a Quito el 5 de marzo de 1895 que se les levantó la orden. Mientras tanto la Columna Victoria se había sublevado en Ibarra al grito de "'Viva Camilo Ponce" y aunque el 26 de febrero de 1895 atacaron Tulcán, no tuvieron éxito. El canónigo de la Catedral metropolitana de Quito José María Campuzano criticó al Gobierno con su folleto "Censura de los actos administrativos" que causó conmoción en la opinión católica y conservadora del país, precipitando un alzamiento de la guarnición de Quito al grito de "Viva Camilo Ponce” buscando el asesinato del presidente. Luis Cordero es obligado a salir con dos de sus hijos a combatir con el arma al brazo en las calles al lado de sus soldados leales. El 10 de abril de 1895 el presidente Cordero sale victorioso del combate en las calles de Quito sofocando la revuelta iniciada por Ponce. Cordero, para no poner su vida en más peligro y buscando la paz, renunció a la Presidencia el 16 de abril de 1895, tomando la posta el vicepresidente Vicente Lucio Salazar.
Victoriosa la Revolución liberal de Ecuador de 1995, Ponce empezaría a dedicarse a sus actividades particulares totalmente alejado de la política hasta su fallecimiento en su ciudad natal el 2 de julio de 1900.

## Sucesión
| Predecesor: Francisco León Franco        | Presidente de la Cámara de Diputados del Ecuador 23 de agosto de 1867-5 de noviembre de 1867 | Sucesor: Antonio Portilla Lanchazo    |
| Predecesor: Juan León Mera               | Presidente de la Cámara del Senado del Ecuador 10 de junio de 1887-8 de agosto de 1887       | Sucesor: Agustín Guerrero Lizarzaburu |
| Predecesor: Agustín Guerrero Lizarzaburu | Presidente de la Cámara del Senado del Ecuador julio de 1888-8 de agosto de 1888             | Sucesor: Agustín Guerrero Lizarzaburu |